# マッキーン郡 (ペンシルベニア州)
マッキーン郡（英: McKean County）は、アメリカ合衆国ペンシルベニア州の北部に位置する郡である。2010年国勢調査での人口は43,450人であり、2000年の45,936人から5.5%減少した。郡庁所在地はスメスポート・ボロ（人口1,655人）であり、同郡で人口最大の都市はブラッドフォード市（人口8,770人）である。マッキーン郡は1804年3月26日に設立され、郡名はペンシルベニア州知事を務め、アメリカ独立宣言に署名したトマス・マッキーンに因んで名付けられた。

## 地理
アメリカ合衆国国勢調査局に拠れば、郡域全面積は984平方マイル (2,549 km2)であり、このうち陸地982平方マイル (2,542 km2)、水域は3平方マイル (7 km2)で水域率は0.26%である。

### 主要高規格道路
- アメリカ国道6号線
- アメリカ国道219号線
- ペンシルベニア州道44号線
- ペンシルベニア州道46号線
- ペンシルベニア州道59号線
- ペンシルベニア州道146号線
- ペンシルベニア州道155号線
- ペンシルベニア州道321号線
- ペンシルベニア州道346号線
- ペンシルベニア州道446号線
- ペンシルベニア州道546号線
- ペンシルベニア州道646号線
- ペンシルベニア州道770号線

### 隣接する郡
- カタラウガス郡 (ニューヨーク州) - 北
- アリゲイニー郡 (ニューヨーク州) - 北東
- ポッター郡 - 東
- カメロン郡 - 南東
- エルク郡 - 南
- フォレスト郡 - 南西
- ウォーレン郡 - 西

### 国立保護地域
- アリゲイニー国立の森（部分）
- アリゲイニー国立レクリエーション地域（部分）

## 人口動態
以下は2000年国勢調査による人口統計データである。
| 基礎データ - 人口: 45,936人 - 世帯数: 18,024 世帯 - 家族数: 12,094家族 - 人口密度: 18人/km2（47人/mi2） - 住居数: 21,644軒 - 住居密度: 9軒/km2（22軒/mi2） 人種別人口構成 - 白人: 96.46% - アフリカン・アメリカン: 1.87% - ネイティブ・アメリカン: 0.32% - アジア人: 0.30% - 太平洋諸島系: 0.02% - その他の人種: 0.40% - 混血: 0.61% - ヒスパニック・ラテン系: 1.06% 先祖による構成 - ドイツ系：21.9% - アイルランド系：13.3% - イタリア系：12.6% - アメリカ人：11.2% - スウェーデン系：8.7% - イギリス系：8.6% | 年齢別人口構成 - 18歳未満: 23.7% - 18-24歳: 7.9% - 25-44歳: 28.5% - 45-64歳: 23.2% - 65歳以上: 16.7% - 年齢の中央値: 39歳 - 性比（女性100人あたり男性の人口） - 総人口: 100.4 - 18歳以上: 98.7 世帯と家族（対世帯数） - 18歳未満の子供がいる: 30.5% - 結婚・同居している夫婦: 52.5% - 未婚・離婚・死別女性が世帯主: 10.1% - 非家族世帯: 32.9% - 単身世帯: 28.3% - 65歳以上の老人1人暮らし: 13.3% - 平均構成人数 - 世帯: 2.40人 - 家族: 2.93人 |

## 都市と町
ペンシルベニア州法の下では4種類の自治体がある。市、ボロ、タウンシップ、町である。

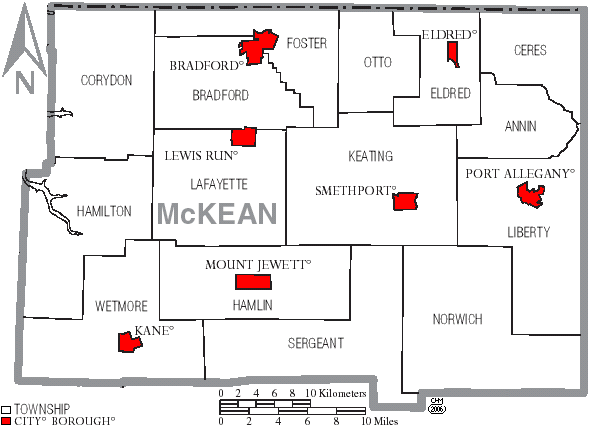
マッキーン郡の自治体、ボロは赤、タウンシップは白、国勢調査指定地域は青

### 都市
- ブラッドフォード

### ボロ
| - エルドレッド - ケイン - ルイスラン | - マウントジュエット - ポートアリゲイニー - スメスポート - 郡庁所在地 |

### タウンシップ
| - アニン - ブラッドフォード - セレス - コリドン - エルドレッド | - フォスター - ハミルトン - ハムリン - キーティング - ラファイエット | - リバティ - ノーウィック - オットー - サージェント - ウェットモア |

### 国勢調査指定地域
国勢調査指定地域はアメリカ合衆国国勢調査局が人口統計データを取るために設定した地域である。州法の下では実際の司法権が及ぶ範囲ではない。村などその他の未編入領域も下記に挙げる。
- フォスターブルック
- ルー

### 村
- ラドロー

## 教育

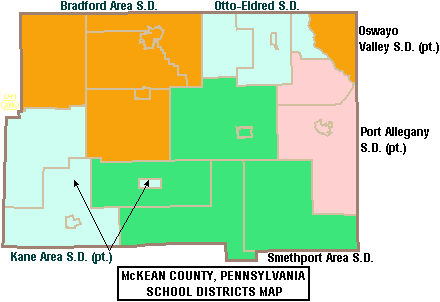
マッキーン郡教育学区の区分図

### 公共教育学区
州内に約500ある教育学区は、生徒の試験成績によってランク付けされる。2008年のランクを学区名の後に示す。
- ブラッドフォード地域教育学区、第403位
- ケイン地域教育学区（一部はエルク郡内）、第342位
- オットー・エルドレッド教育学区、第408位
- ポートアリゲイニー教育学区（一部はポッター郡内）、第446位
- スメスポート地域教育学区、第415位
- オスワイオバレー教育学区（一部はポッター郡内）、第458位

### 私立学校
2010年6月時点で、ペンシルベニア州教育省に登録される私立学校は次の通りである。
- ブラッドフォード地域クリスチャン・アカデミー、ブラッドフォード
- チェスナット・ストリート・クリスチャン学校ブラッドフォード
- カスターシティ私立学校
- セントバーナード学校、ブラッドフォード
- ラーニング・センター、ブラッドフォード
- ユナイテッド・クリスチャン・アカデミー、スメスポート

### 図書館
- ブラッドフォード地域公共図書館
- フレンズ記念公共図書館 - ケイン
- ハムリン記念図書館 - スメスポート
- マウントジュエット記念図書館
- サミュエル・W・スミス記念公共図書館 - ポートアリゲイニー

### その他の教育機関
- ビーコンライト・ビヘビオラル・ヘルスシステム - カスターシティ
- セネカハイランズ職業訓練センター - ポートアリゲイニー
- セネカハイランズ中間ユニット第9 - スメスポート
- ピッツバーグ大学ブラッドフォード校

### 公園とレクリエーション
郡内には1つの州立公園がある。キンズーア橋州立公園はアメリカ国道6号線とペンシルベニア州道59号線の間、マウントジュエット近くのアリゲイニー国立の森東にある。キンズーア橋は建設時に世界で最も高く、最長の鉄道橋となった。ペンシルベニア州自然資源保護省とその公園局が、「ペンシルベニア州州立公園の中で是非とも見るべきもの20か所」の1つに選定し、また歴史的土木資産となっている。2003年の竜巻で大きな損傷を受けた。